# لي جايلز
لي جايلز (بالإنجليزية: Clyde Lee Giles)‏ هو محرر ومؤلف وعالم حاسوب ومهندس أمريكي، ولد في 16 نوفمبر 1946 في ممفيس في الولايات المتحدة.

## وصلات خارجية
- الموقع الرسمي